# Rio Gardena

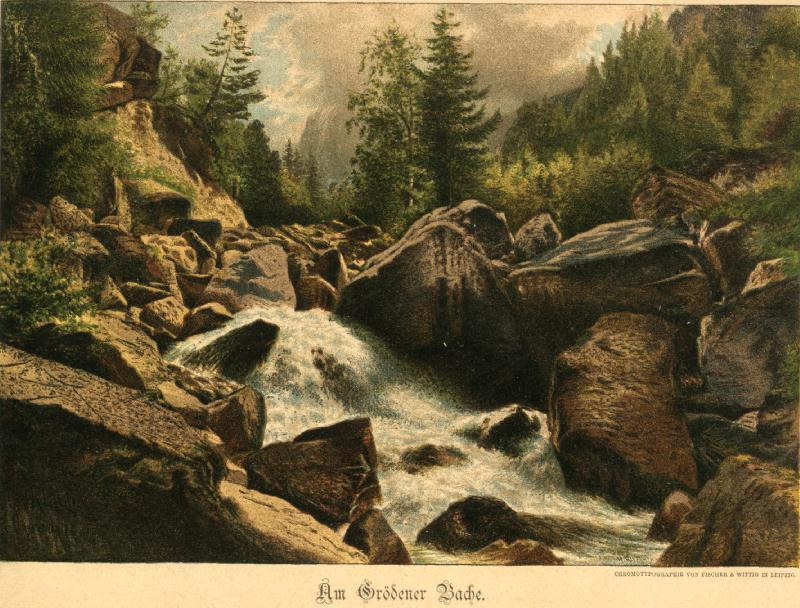
Acquerello di Hermann Krabbes

Il Rio Gardena (Grödner Bach in tedesco, già Dirsching; Derjon o Dorsung in ladino) è un fiume dell'Alto Adige. Nasce dal passo Sella a 2240 m s.l.m., forma la Val Gardena, bagnando Selva di Val Gardena, Santa Cristina e Ortisei. Confluisce da sinistra nell'Isarco presso Ponte Gardena a 471 m s.l.m.

## Descrizione

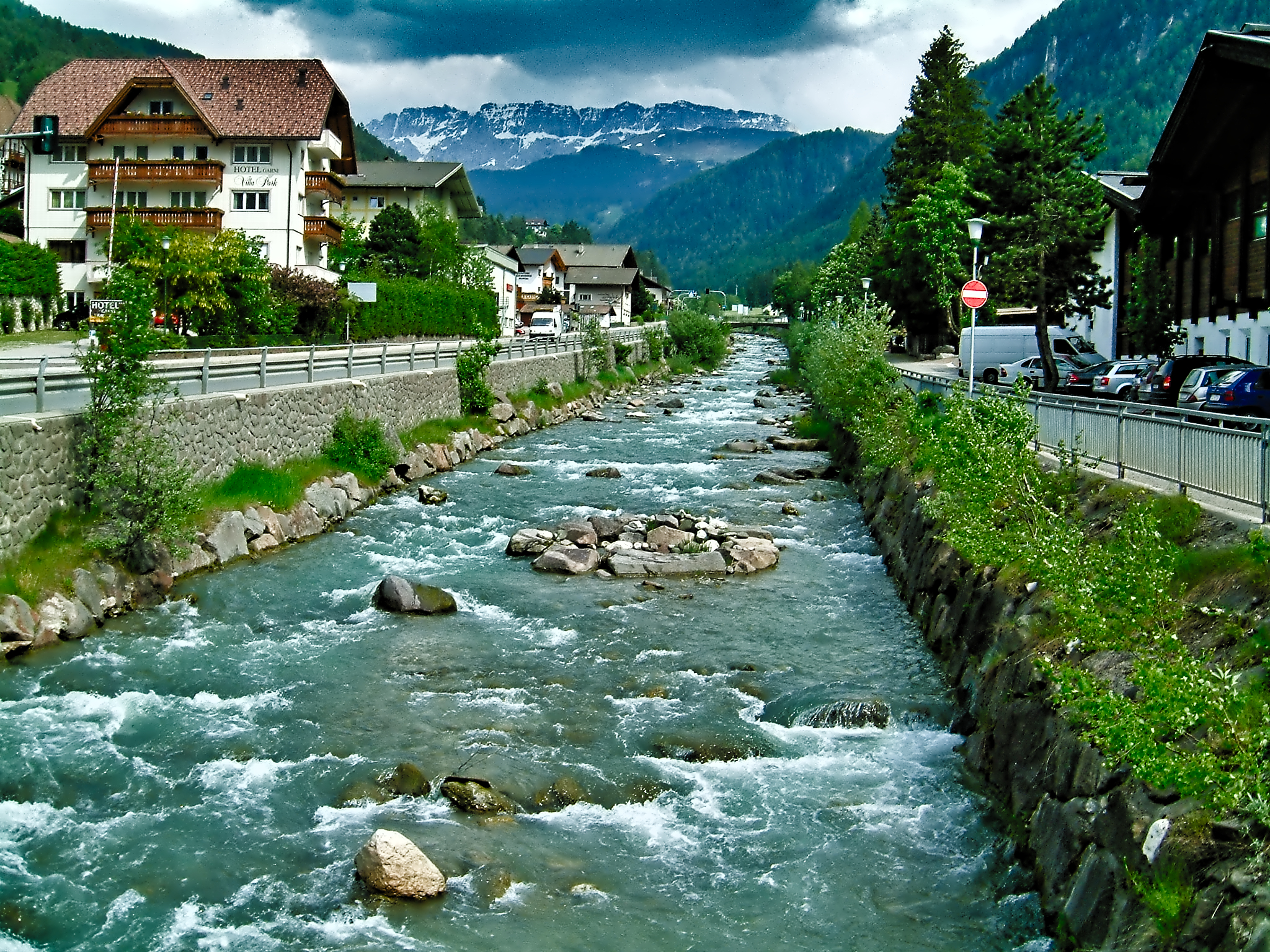
Il rio Gardena a Ortisei

Gli affluenti principali del rio Gardena sono a destra il rio Cisles proveniente dal gruppo delle Odle, il rio Val d'Anna proveniente dal Rasciesa e Seceda. A sinistra gli affluenti sono il rio Ampezzan proveniente dal gruppo del Sassolungo ed il rio Iënder proveniente dall'Alpe di Siusi. Tale sistema fluviale costituisce anche i confini comunali della valle. Il comune di Selva è limitato a ovest con il comune di Santa Cristina dagli affluenti Cisles e Ampezzan. Il rio Iënder divide Santa Cristina con Castelrotto (Alpe di Siusi) a ovest. Dopo l'affluenza del fiume Iënder il rio Gardena divide a sud i comuni di Santa Cristina, di Ortisei e di Laion dal comune di Castelrotto.
Il nome antico del rio Gardena è Dirsching (in tedesco) e Dorsung, Dursan o Derjon (in ladino), attestato nel 1264-1272 come "Tursûn", nel 1288 come "wazzer Dursan" e "Dürsan", nel 1547 come "Gredner Pach genant der Tursing" e nel 1552 come "Duorsingbach".